# Robert Cohu
Robert Lucien Cohu (Parigi, 20 agosto 1911 – Parigi, 21 gennaio 2011) è stato un cestista francese.

## Carriera
Giocatore dello Stade français di Parigi, ha disputato 27 partite con la Francia, mettendo a segno39 punti complessivi.
Ha partecipato agli Europei del 1935, 1937 e 1939; nell'edizione 1937 ha vinto la medaglia di bronzo. Vanta inoltre la partecipazione alle Olimpiadi 1936, manifestazione in cui ha disputato una partita, contro l'Estonia.